# Introzzo
Introzzo är en ort och frazione i kommunen Valvarrone i provinsen Lecco i regionen Lombardiet i Italien. 
Introzzo upphörde som kommun den 1 januari 2018 och bildade med de tidigare kommunerna Tremenico och Vestreno den nya kommunen Valvarrone. Den tidigare kommunen hade 119 invånare (2017).